# 蓝大翅鸲
蓝大翅鸲（学名：Grandala coelicolor）为鶲科大翅鸲属的鸟类，体长约21厘米，俗名喜玛拉山蓝鸟。分布于中国南疆诸邻国、从克什米尔、沿喜马拉雅山向东至缅甸北部以及中国的甘肃、青海、四川、云南、西藏等地，多见于海拔1400-2600米处的针阔叶混交林的高树上。雄鸟体色呈紫色，雌鸟体色呈灰褐色。该物种的模式产地在尼泊尔。